# Eritrichium tianschanicum
Eritrichium tianschanicum là loài thực vật có hoa trong họ Mồ hôi. Loài này được Iljin ex Ovczinnikova mô tả khoa học đầu tiên năm 2003.